# TECH海発
TECH海発（てっくかいはつ）は、新潟県小千谷市に本社を置く、精密機械加工会社である。社名のTECHは「テクノロジー&テクニシャンズ」の意。

## 由来
海發福太郎により1902年（明治35年5月）、初めて旋盤を導入し、近代鉄工業を創業する。1902年当時は小千谷で油田が発見されたことから石油ブームとなっており、海発の鍛冶屋は各社の機械修理で好況を呈した。しかし石油ブームは短期間で終了、その後は製糸機械の製作を行ったほか、大正期からは陸軍工兵第13大隊御用商人として軍用品の修理も行った。
戦後、1961年5月に海発鉄工所の名称で法人化、さらに1991年5月にはテック海発と改名した。現在は精密機械加工に特化して、スライド・テーブルなどIC製造装置向けの部品に、その技術を発揮している。

### 海発家の祖先について
創業家である海発家は760年（天平宝字4年）に泰澄が薭生（ひう）に五智院を建立した際にこの地に移った鍛冶職を祖とし、特殊職として「鍛冶株」という制度に保護され、一子相伝によって鍛冶の技術と海発姓を継承してきた家系であった。